# 등화관제

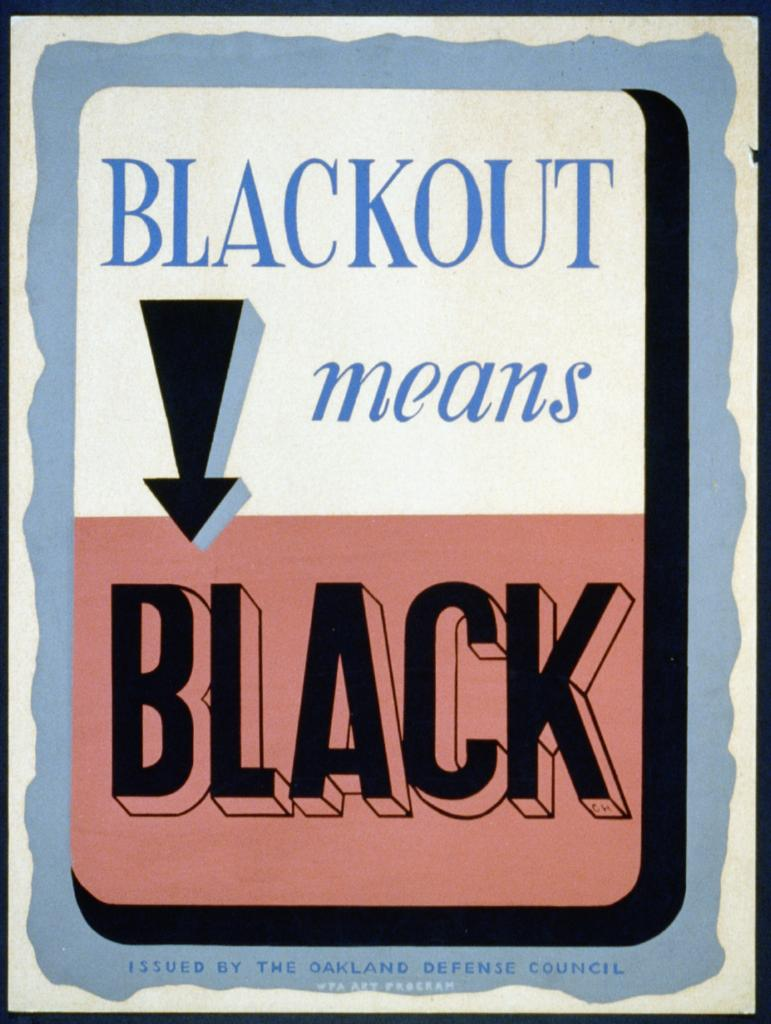
제2차 세계 대전 당시에 시민을 상대로 등화관제를 홍보하기 위한 차원에서 제작된 미국의 선전 포스터

등화관제(燈火管制) 또는 블랙아웃(blackout)은 전시에 민간 시설 및 군사 시설 · 부대의 등불을 통제하고 전등, 촛불 등의 조명 사용을 제한하는 것이다. 적에게 상황이 노출되는 것을 막고 또한 야간 공습 또는 야간 포격 등의 목표가 되는 것을 최대한 방지하기 위한 목적이다.
국내의 철도에서는 전시상황에 철도의 안정적 운행을 위해 전시운전규칙을 재정하여

등화관제가 실시되지 않은 런던을 나타낸 애니메이션. 건물 불빛으로 인해 군함의 실루엣이 그대로 드러나 보여 유보트를 통한 어뢰 공격이 용이했다.

서류상으로만 시행중이다.